# Zuzu Angel
Zuleika de Souza Netto OMC (Curvelo, 5 de junho de 1921 — Rio de Janeiro, 14 de abril de 1976), mais conhecida como Zuzu Angel, foi uma estilista brasileira.
Personagem notória do Brasil da época da ditadura militar, ficou conhecida nacional e internacionalmente não apenas por seu trabalho inovador como estilista, mas também por sua procura pelo filho, Stuart Angel, assassinado pelo governo ditatorial militar e transformado em desaparecido político, enfrentando as autoridades da época.
Em 2014, a Comissão Nacional da Verdade recebeu de Cláudio Antônio Guerra, ex-agente da repressão que operou como delegado do Departamento de Ordem Política e Social (DOPS) do Espírito Santo, a confirmação da participação dos agentes da repressão na morte de Angel.
Em 2019, sua filha Hildegard Angel se dirigiu ao 8.º cartório do Registro Civil da Tijuca, na Zona Norte do Rio de Janeiro, com um mandado judicial, e conseguiu finalmente emitir as certidões de óbito de sua mãe, Zuleika, e de seu irmão, Stuart. As causas das mortes foram atestadas como "morte não natural, violenta, causada pelo Estado brasileiro, no contexto da perseguição sistêmica e generalizada à população identificada como opositora política ao regime ditatorial de 1964 a 1985".

## Biografia

### Vida pessoal e profissional
Nascida em uma família humilde de Curvelo, no interior de Minas Gerais, mudou-se ainda na infância para Belo Horizonte, onde começou a ajudar os pais na despesa de casa, ajudando sua mãe a costurar para fora. Em suas brincadeiras nos tempos livres, utilizava retalhos que sobravam das costuras da mãe para criar modelos de manequins, fazendo roupas para as primas e para as bonecas delas. Alguns anos depois, sua família mudou-se para Salvador, na Bahia, onde Zuzu passou sua adolescência e juventude. A rica cultura afro-brasileira e as cores quentes da capital baiana influenciaram significativamente o estilo das suas criações. Pioneira na moda brasileira, fez sucesso com seu estilo em todo o mundo, principalmente nos Estados Unidos.
Em 1939 foi morar sozinha no Rio de Janeiro, em busca de reconhecimento profissional e independência financeira. Na capital fluminense, passou a trabalhar por conta própria, costurando roupas da vizinhança, até conseguir emprego registrado como costureira em um ateliê de moda, só tendo oportunidade de iniciar seus trabalhos como estilista nos anos 50, quando começou a desenhar modelos de roupas e costurá-los, principalmente para alguns familiares e amigos próximos. No início dos anos 70, após muitos anos trabalhando como costureira e estilista, investiu suas economias que juntou uma vida toda na abertura de uma loja de roupas em Ipanema, conseguindo obter êxito.
Seu estilo misturava renda, seda, fitas e chitas com temas regionais e do folclore, com estampados de pássaros, borboletas e papagaios. Zuzu também trouxe para a moda as pedras brasileiras, fragmentos de bambu, de madeira e conchas.
Sempre trabalhando muito, com os anos de clientela fez algumas amizades importantes na Zona Sul do Rio de Janeiro, e através de ajudas de pessoas ricas e bem-intencionadas que reconheciam seu trabalho, teve a oportunidade de expandir seus negócios e começou a realizar desfiles de moda nos EUA. Nestes desfiles, sempre abordou a alegria e riqueza de cores da cultura brasileira, fazendo sucesso no universo da moda daquela época. Suas roupas eram bem costuradas e muito coloridas, pois ela passou a, além de costurar e desenhar, pintá-las. O Angel (anjo), de seu sobrenome artístico passou a ser uma das marcas registradas de suas criações. Foi ela quem trouxe para o Brasil e popularizou no universo da moda nacional o termo "fashion designer".
Em 1940, Zuzu conheceu o americano Norman Angel Jones, quando estava visitando a casa de seus pais em Belo Horizonte. A partir dessa amizade, iniciou um relacionamento amoroso com ele, e se casou em 1943, voltando a viver em Belo Horizonte. Após dois anos morando na capital mineira, Zuzu e o marido mudaram-se para o Rio de Janeiro, e após seis meses, foram viver em Salvador, onde Zuzu engravidou e deu à luz seu primeiro filho, chamado Stuart Angel Jones, nascido em 1947. Em 1948 voltaram a viver no Rio de Janeiro, onde fixaram residência. Em 1949 nasceu sua filha, Hildegard Angel Jones e em 1952, veio ao mundo a caçula Ana Cristina Angel Jones. Devido a constantes divergências conjugais, em 1960, Zuzu e Norman desquitaram-se. Ela manteve outros relacionamentos, mas não quis se casar novamente, e continuou a assinar seu sobrenome de casada Angel Jones em seu nome artístico.

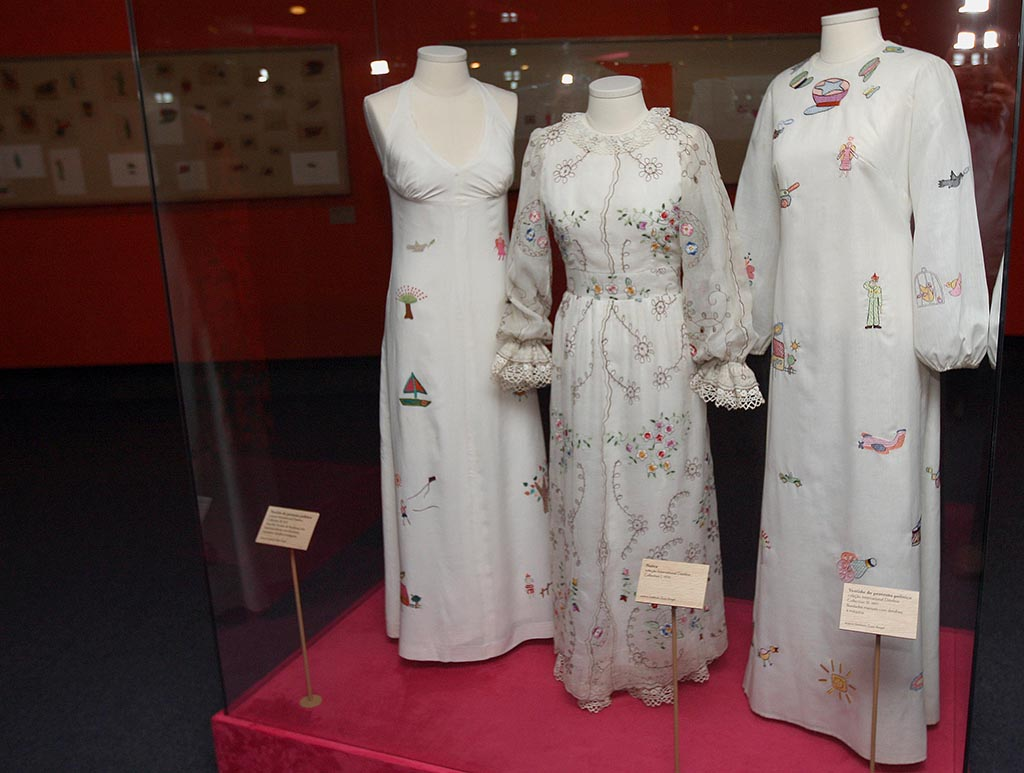
Vestidos de Zuzu Angel em exposição sobre a trajetória da estilista, em Brasília. Foto: Luiz Murauskas / Ministério da Cultura

### Confronto com a ditadura
Na virada dos anos 60 para os anos 70, Stuart Jones, filho de Zuzu e então estudante de economia, passou a integrar as organizações de esquerda que combatiam a ditadura militar no Brasil, instaurada em 1964, filiando-se ao MR-8, grupo guerrilheiro de ideologia socialista do Rio de Janeiro. Preso em 14 de maio de 1971, Stuart foi torturado e morto pelo Centro de Informações da Aeronáutica (CISA) no aeroporto do Galeão e dado como desaparecido pelas autoridades.
A partir daí Zuzu entraria em uma guerra contra o regime pela recuperação do corpo de seu filho, envolvendo os Estados Unidos, país de seu ex-marido e pai de Stuart. Como estilista, ela criou uma coleção estampada com manchas vermelhas, pássaros engaiolados e motivos bélicos.
Em seu desfile de Zuzu, International Dateline Collection III- Holiday and Resort, apresentou suas criações com temática de protesto, através de estampas e do desfile ela assume o papel de remetente de uma mensagem política enviada de forma não verbal. Com ilustração de pássaros presos em gaiolas, assim como anjos ensanguentados, ao lado de caminhões de guerra e canhões. Com traços infantis, seus desenhos pareciam ser feitos por uma criança, como se estivessem sendo feitos pelo seu filho, "pequeno anjo".  Como precursora da moda no Brasil, empresária e mãe de um desaparecido político, expõe pela moda suas intenções de mudança de cenário político e social nas produções. No final do desfile, Zuzu revelou que a peça na qual vestia representava a forma como ela criadora representava seu luto em todos os lugares a partir da morte de seu filho. Em um vestido longo preto que era complementado por uma manto preto que cobria sua cabeça, além de um cinto com cem crucifixos no pescoço, e um pingente em formato de anjo. Logo, por meio de sua intenção política e repercussão internacional, seu desfile teve um papel de mecanismo de uma mudança cultural, histórica e política no que se diz respeito ás posições de poder. 
Em setembro de 1971, ela chegou a realizar um desfile-protesto no consulado do Brasil em Nova York, tecnicamente território brasileiro, pois uma lei da ditadura militar impedia que brasileiros criticassem o país no exterior. Fazendo o desfile no consulado – que foi pego de surpresa pelo tema – ela não podia ser acusada de criticar o país fora dele. 
Em 15 de setembro daquele ano, sua luta chegava aos jornais internacionais, com a manchete no canadense The Montreal Star: "Designer de moda pede pelo filho desaparecido". Cinco dias depois era a vez do Chicago Tribune trazer a manchete "A mensagem política de Zuzu está nas suas roupas". Uma filmagem deste desfile, de cerca de quatro minutos,  feita pela rede norte-americana NBC e nunca exibida antes, foi achada anos depois nos arquivos da TV Cultura de São Paulo e exibida na mostra "Ocupação Zuzu", inaugurada em São Paulo em 1 de abril de 2014, exatamente 50 anos depois do início governo militar que ela combateu após a morte de Stuart.
Suas roupas passaram a ser vendidas em lojas de renome como Bergdorf Goodman, Saks, Lord & Taylor, Henry Bendell e Neiman Marcus. Com sua relativa notoriedade internacional, ela envolveu em sua causa celebridades de Hollywood que eram suas clientes, como Joan Crawford, Liza Minelli e Kim Novak.
Apelou a diversos políticos importantes e celebridades para que ajudassem a encontrar o corpo de seu filho. Em maio de 1973 foi ao apartamento do general Ernesto Geisel no Leblon. Durante a visita de Henry Kissinger, então secretário de estado norte-americano, ao Brasil, em 1976, chegou a furar a segurança para entregar-lhe um dossiê com uma investigação dos fatos sobre a morte do filho, que também possuía nacionalidade norte-americana. Um ano antes já havia feito a mesma coisa, entregando um dossiê escrito em inglês à esposa do general Mark Clark, comandante das tropas aliadas no front italiano durante a Segunda Guerra Mundial, que estava em visita ao Brasil, no Hotel Sheraton, em São Conrado, Rio de Janeiro, para que entregasse ao marido. Seu caso também acabou chegando ao Senado dos Estados Unidos, através de um discurso do senador Edward Kennedy, a quem Zuzu fez chegar a denúncia da morte do filho. Certa vez tomou da mão de uma aeromoça o microfone de bordo de um voo para anunciar aos passageiros "que desceriam no Aeroporto Internacional do Galeão, no Rio de Janeiro, Brasil, país onde torturavam e matavam jovens estudantes".
Foram anos em busca do corpo do filho, sem poder dar-lhe um enterro, pois o corpo de Stuart nunca foi encontrado e constava como desaparecido político brasileiro. Mesmo depois da morte de Stuart, o governo militar espalhava cartazes com o rosto de Stuart e o rótulo "Procurado".

### Morte

Zuzu em 1972.

A busca de Zuzu pelas explicações, pelos culpados e pelo corpo do filho só terminou com sua morte, ocorrida na madrugada de 14 de abril de 1976, num acidente de carro na Estrada da Gávea, à saída do Túnel Dois Irmãos (Estrada Lagoa-Barra), Rio de Janeiro, hoje batizado com seu nome. O carro dirigido por ela, um Karmann Ghia TC, derrapou na saída do túnel e saiu da pista, chocou-se contra a mureta de proteção, capotando e caindo na estrada abaixo, matando-a instantaneamente.  Está sepultada no Cemitério de São João Batista, no Rio de Janeiro.
Uma semana antes do acidente, Zuzu deixara na casa de Chico Buarque de Hollanda um documento que deveria ser publicado caso algo lhe acontecesse, em que escreveu: "Se eu aparecer morta, por acidente ou outro meio, terá sido obra dos assassinos do meu amado filho".
Em 1998, a Comissão Especial dos Desaparecidos Políticos julgou o caso sob número de processo 237/96 e reconheceu-a como pessoa que, "por ter participado, ou por ter sido acusada de participação, em atividades políticas, tenha falecido por causas não-naturais, em dependências policiais ou assemelhadas". Em seu relatório final publicado em 2007, a Comissão inseriu depoimentos de duas testemunhas oculares do acidente, sendo um deles prestado indiretamente, que afirmaram ter visto o carro de Zuzu ter sido fechado por outro e jogado fora da pista, caindo de uma altura de cerca de cinco metros.:414
Em 2013, a organização independente Wikileaks vazou um documento do governo norte-americano datado de 10 de maio de 1976, que comentava a morte de Zuzu num desastre automobilístico e mostrava preocupação com o fato e sua repercussão no Brasil e no exterior, atentando que, "as alegações de que houve um crime eram de se esperar, e não incluem referência a qualquer evidência. No entanto, é interessante e relevante que tais alegações surjam e que, embora pareçam extremas, não podem ser descartadas”.
Em 2014, Cláudio Antônio Guerra, ex-agente da repressão que operou como delegado do Departamento de Ordem Política e Social do Espírito Santo (DOPS) escreveu o livro Memórias de uma Guerra Suja, no qual relata diversos crimes dos quais participou e fornece detalhes de fatos históricos daquela época que incluem  o Atentado do Riocentro, a morte de Zuzu Angel, a morte do delegado Sérgio Fleury, atentados à bomba à sede da OAB e a redações de jornais e revistas. Guerra apontou para a presença do falecido coronel do Exército Freddie Perdigão Pereira, agente da repressão e torturador identificado por presos políticos, em foto do local do acidente que matou a estilista tirada em 14 de abril de 1976. Para a Comissão da Verdade, a foto comprovaria o envolvimento de militares na morte de Zuzu Angel. A foto foi publicada na edição do jornal O Globo no dia do acidente mas Perdigão não havia sido identificado.

## Na cultura popular
Depois de sua morte, Zuzu foi homenageada em livros, música e filme. Chico Buarque compôs, sobre melodia de Miltinho (MPB4), a música Angélica, em 1977, em homenagem à estilista. Em 1988, o escritor José Louzeiro escreveu o romance Em carne viva, com personagens e situações que lembram o drama de Zuzu Angel.
Em 1993, a filha de Zuzu, a jornalista Hildegard Angel, criou o Instituto Zuzu Angel de Moda do Rio de Janeiro, em memória da mãe. O túnel que liga o bairro de São Conrado à Zona Sul na cidade do Rio de Janeiro foi batizado em homenagem a ela.
No carnaval de 1998, Zuzu Angel foi homenageada no Sambódromo da Marquês de Sapucaí pela Escola de Samba Em Cima da Hora, com o enredo "Quem é você, Zuzu Angel? Um anjo feito mulher".
Em 2003, as buscas pelo paradeiro de seu filho e a sua morte rendem um episódio no programa policial Linha Direta, da Rede Globo, onde a estilista fora vivida por Zezé Polessa.
Em 2006, o cineasta Sérgio Rezende dirigiu Zuzu Angel, filme que retrata a vida da estilista, protagonizada por Patrícia Pillar.
Em 2017, seu nome foi inscrito no Livro de Aço dos heróis nacionais depositado no Panteão da Pátria e da Liberdade Tancredo Neves.
O jornalista e escritor David Massena lança, em 2019, o livro infanto-juvenil Zuzu, uma fábula cordelizada que conta a história de Zuzu Angel para crianças.[carece de fontes?]